# Sander Loones
Sander Loones (Veurne, 26 de janeiro de 1979) é um político belga que foi Ministro da Defesa da Bélgica de 12 de novembro de 2018 a 8 de dezembro de 2018.
De 2014 a 2018, foi Membro do Parlamento Europeu (MEP) pela Nova Aliança Flamenga (N-VA) - a delegação belga ao Grupo Europeu de Conservadores e Reformistas. Foi também vice-presidente da Comissão dos Assuntos Económicos e Monetários do Parlamento Europeu a partir de 8 de janeiro de 2015. Em 12 de novembro de 2018, ele sucedeu Steven Vandeput como Ministro da Defesa.